# Magnuskapelle (Altusried)

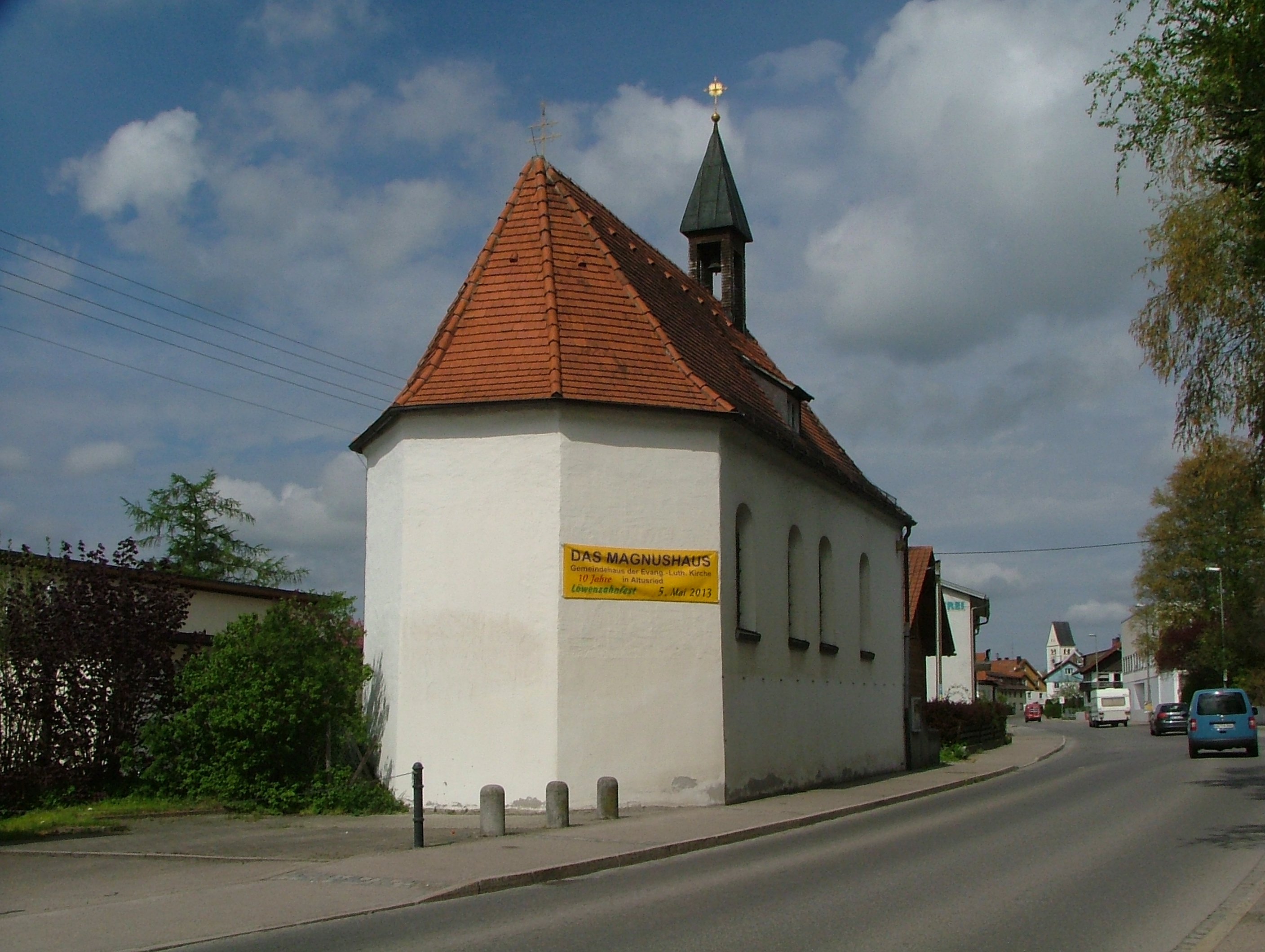
Magnuskapelle in Altusried

St. Magnus ist eine evangelische Kapelle in Altusried im Landkreis Oberallgäu an der Kemptener Straße.

## Geschichte
Im Jahr 1692 wurde die Kapelle von Bauern errichtet. Den Altar fertigte der Schreiner Hans Neher aus Überbach im Stil des Frühbarock. Das Altarbild schuf Franz Benedikt Hermann. Damals trug die Kapelle den Namen St. Sebastian und St. Sylvester. Wesentlich erweitert wurde sie um 1828.
Seitdem heißt sie St. Magnus und St. Sebastian. In der Nachkriegszeit konnten die ersten Protestanten die katholische Kapelle benutzen. Erst 1959 erwarb die evangelisch-lutherische Kirche die Kapelle für einen Kaufpreis von 2000 DM. Pfarrer Hippe und Kirchenvorstand Heinz Kappel hatten die Verhandlungen geführt. Zunächst gehörte die Magnuskapelle zur St.-Mang-Kirchengemeinde in Kempten. Mit der Eigenständigkeit der Markusgemeinde kam sie 1970 in deren Zuständigkeit. 1994 wurde die Kapelle generalsaniert. In den 1990er Jahren wuchs auch der Wunsch nach einem Gemeindezentrum. So entstand neben der Kapelle das Magnushaus.

## Ausstattung
In der Magnuskapelle finden etwa 100 Menschen Platz. Seitlich sind je sieben der vierzehn Kreuzwegtäfelchen aus der Barockzeit aufgereiht, die früher im Gewölbebogen angebracht waren. Weitere ex-voto-Täfelchen im hinteren Teil der Kirche stammen aus der Zeit zwischen 1699 und 1820. Übernommen wurden 1959 auch die Heiligenfiguren in der Kapelle – St. Sebastian, St. Sylvester und der Hl. Georg auf dem Pferd. Die Figur des St. Sylvester von Ulrich Mayr stammt aus dem 15. Jahrhundert.

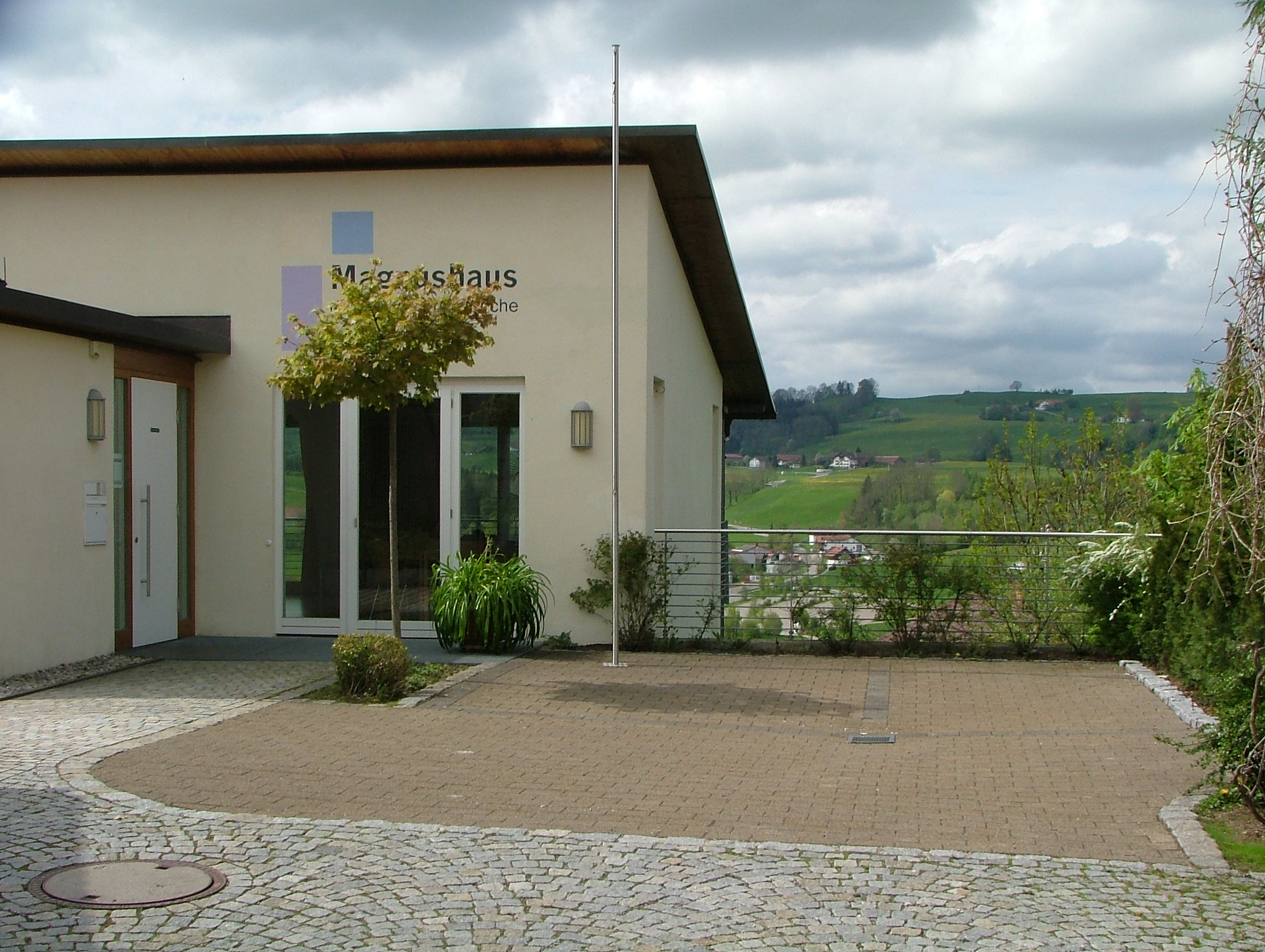
Gemeindehaus
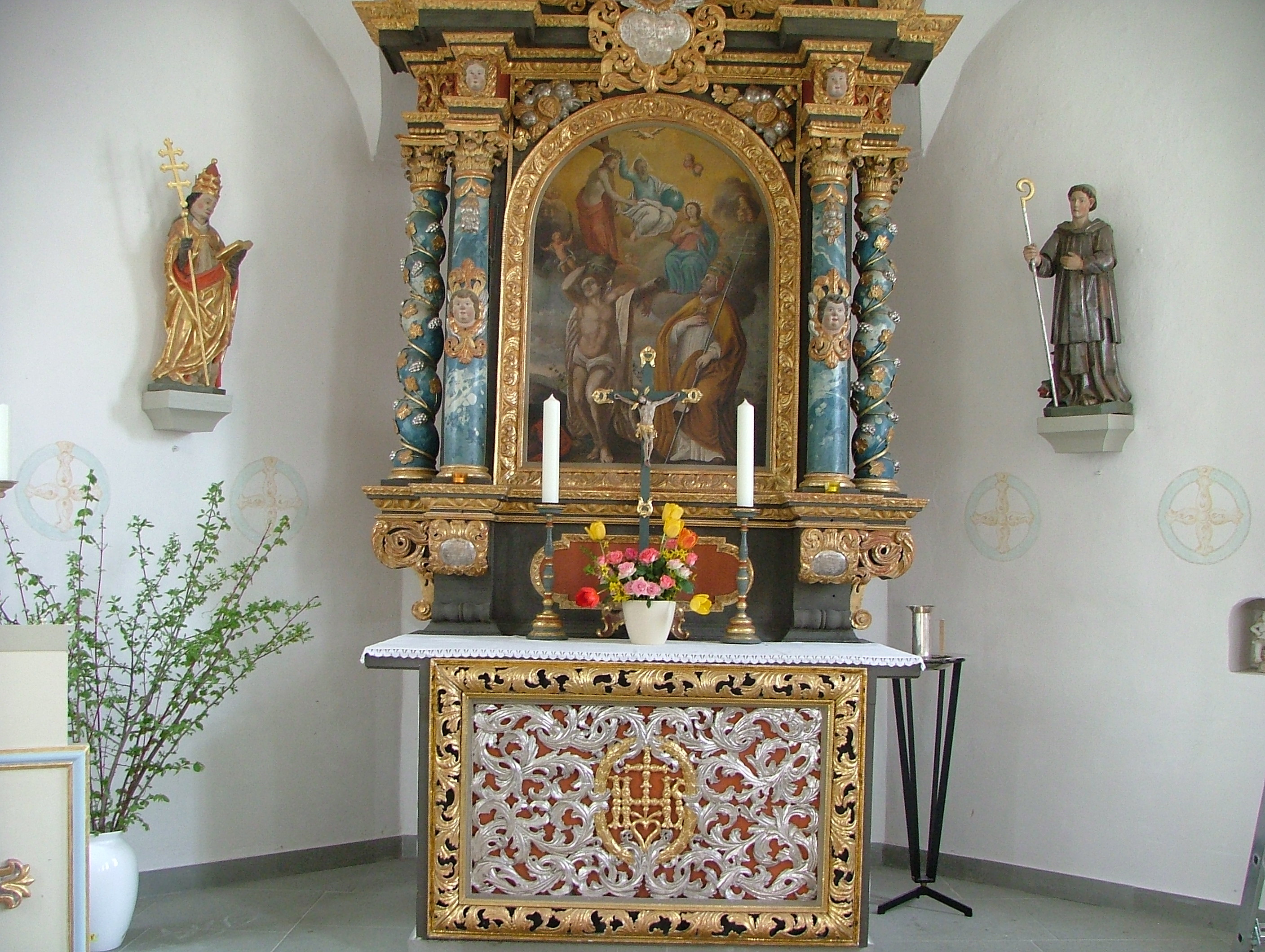
Altar
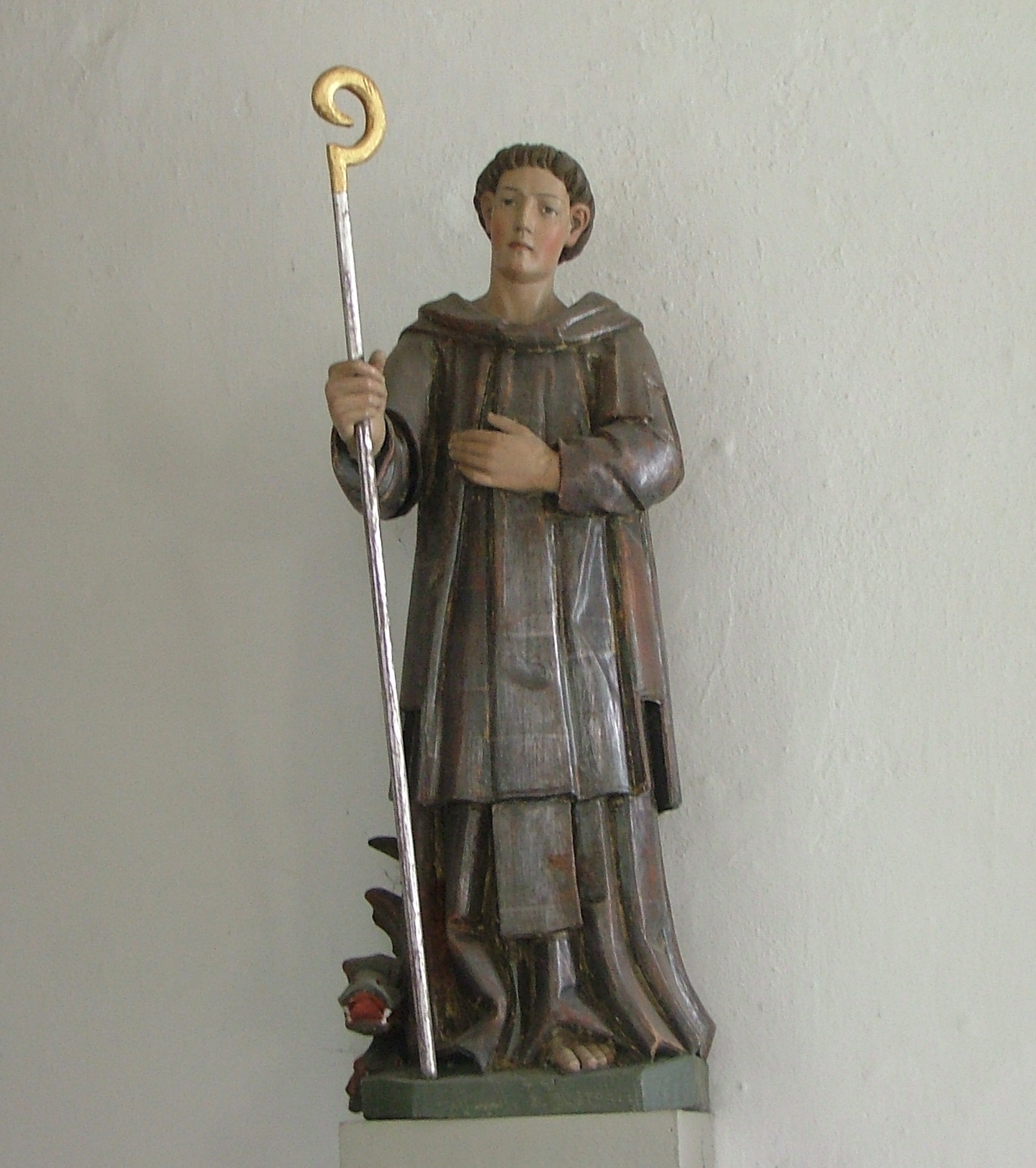
Figur des heiligen Magnus
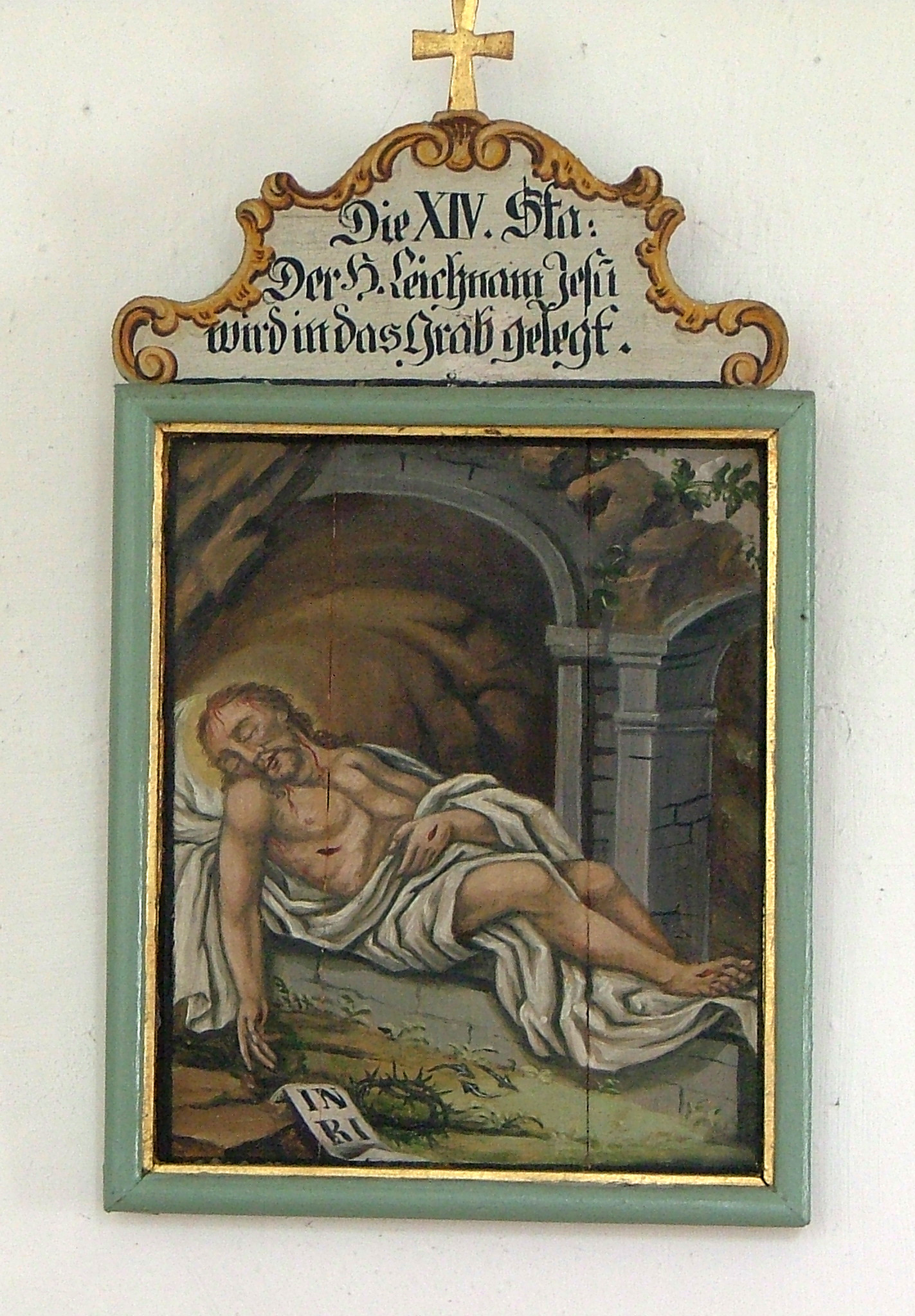
Kreuzweg
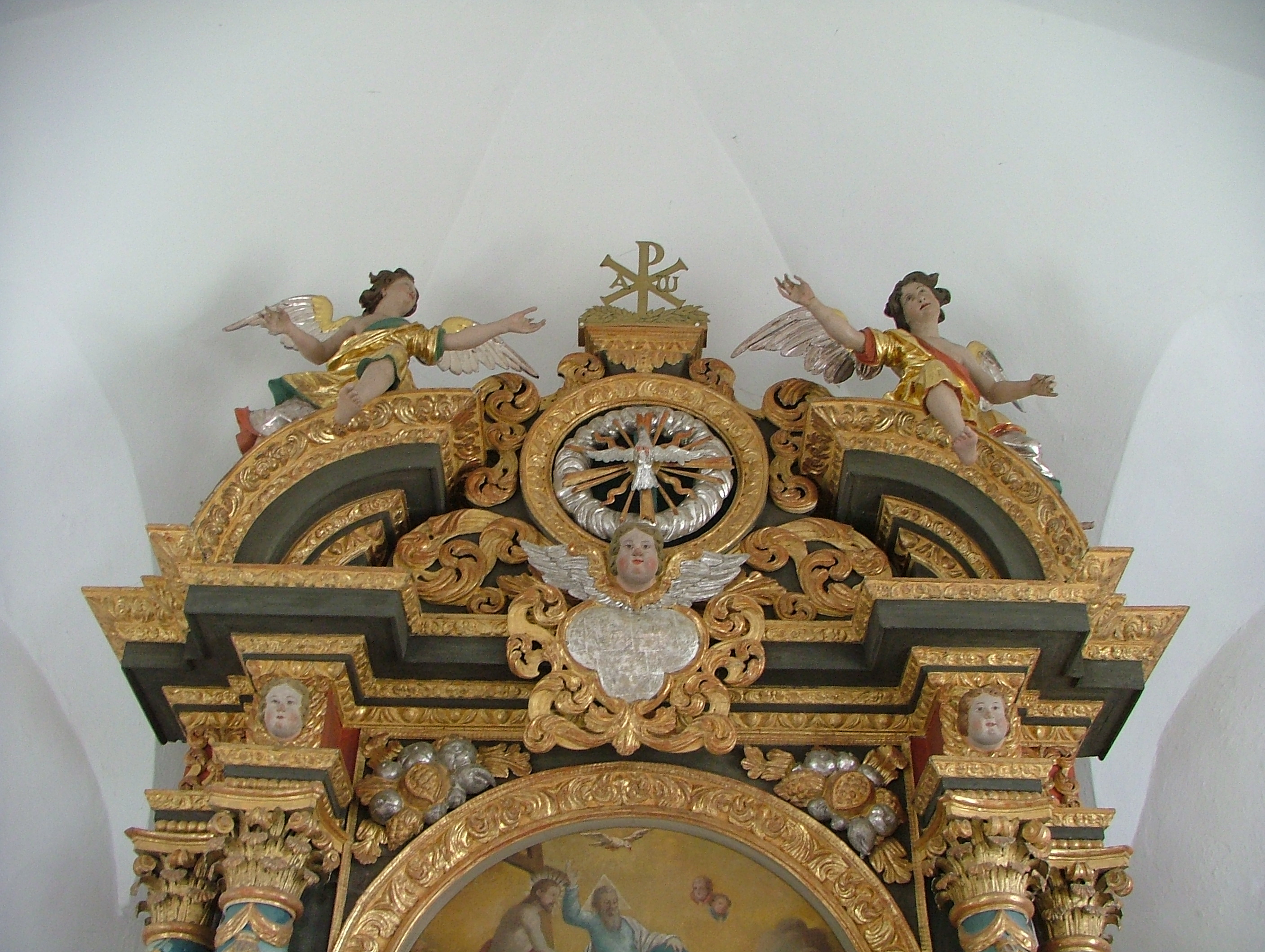
Altaraufsatz